# Campeonato Europeo de Balonmano Masculino de 2018
El XIII Campeonato Europeo de Balonmano Masculino se celebró en Croacia entre el 12 y el 28 de enero de 2018 bajo la organización de la Federación Europea de Balonmano (EHF) y la Federación Croata de Balonmano.
16 equipos europeos compitieron en el evento por el título europeo, cuyo anterior portador era el equipo de Alemania, vencedor del Europeo de 2016.
El equipo de España conquistó su primer título europeo al derrotar en la final a la selección de Suecia con un marcador de 29-23. En el partido por el tercer lugar el conjunto de Francia venció al de Dinamarca.

## Sedes
| Foto | Grupo             | Ciudad   | Instalación             | Capacidad |
| ---- | ----------------- | -------- | ----------------------- | --------- |
|      | A                 | Split    | Spaladium Arena         | 12 000    |
|      | B                 | Poreč    | Centro Deportivo Žatika | 3700      |
|      | C, I y fase final | Zagreb   | Arena Zagreb            | 15 022    |
|      | D y II            | Varaždin | Arena Varaždin          | 5400      |

## Árbitros
La EHF ha nominado 14 parejas arbitrales para este campeonato.
| País        | Árbitros                       |
| ----------- | ------------------------------ |
| Alemania    | Lars Geipel Marcus Helbig      |
| Bielorrusia | Andrei Gousko Siarhei Repkin   |
| Croacia     | Matija Gubica Boris Milošević  |
| Dinamarca   | Martin Gjeding Mads Hansen     |
| España      | Óscar Raluy Ángel Sabroso      |
| Francia     | Stevann Pichon Laurent Reveret |
| Letonia     | Zigmārs Sondors Renārs Līcis   |

| País                | Árbitros                            |
| ------------------- | ----------------------------------- |
| Lituania            | Vaidas Mažeika Mindaugas Gatelis    |
| Macedonia del Norte | Guiorgui Nachevski Slave Nikolov    |
| Portugal            | Duarte Santos Ricardo Fonseca       |
| República Checa     | Václav Horáček Jiří Novotný         |
| Rumania             | Sorin-Laurenţiu Dinu Constantin Din |
| Rusia               | Yevgueni Zotin Nikolai Volodkov     |
| Suiza               | Arthur Brunner Morad Salah          |

## Grupos
| Grupo A  | Grupo B     | Grupo C             | Grupo D         |
| -------- | ----------- | ------------------- | --------------- |
| Croacia  | Francia     | Alemania            | España          |
| Suecia   | Bielorrusia | Macedonia del Norte | Dinamarca       |
| Serbia   | Noruega     | Montenegro          | República Checa |
| Islandia | Austria     | Eslovenia           | Hungría         |

## Primera fase
- Todos los partidos en la hora local de Croacia (UTC+1).

Los primeros tres de cada grupo pasan a la segunda fase.

### Grupo A
| Equipo   | J | G | E | P | GF | GC | DG  | PTS |
| -------- | - | - | - | - | -- | -- | --- | --- |
| Suecia   | 3 | 2 | 0 | 1 | 89 | 82 | +7  | 4   |
| Croacia  | 3 | 2 | 0 | 1 | 92 | 79 | +13 | 4   |
| Serbia   | 3 | 1 | 0 | 2 | 76 | 88 | -12 | 2   |
| Islandia | 3 | 1 | 0 | 2 | 74 | 82 | -8  | 2   |

- Resultados

| Fecha | Hora  | Partido¹ | Partido¹ | Partido¹ | Resultado |
| ----- | ----- | -------- | -------- | -------- | --------- |
| 12.01 | 18:15 | Suecia   | -        | Islandia | 24-26     |
| 12.01 | 20:30 | Croacia  | -        | Serbia   | 32-22     |
| 14.01 | 18:15 | Suecia   | -        | Serbia   | 30-25     |
| 14.01 | 20:30 | Islandia | -        | Croacia  | 22-29     |
| 16.01 | 18:15 | Serbia   | -        | Islandia | 29-26     |
| 16.01 | 20:30 | Croacia  | -        | Suecia   | 31-35     |

- (¹) – Todos en Split.

### Grupo B
| Equipo      | J | G | E | P | GF  | GC | DG  | PTS |
| ----------- | - | - | - | - | --- | -- | --- | --- |
| Francia     | 3 | 3 | 0 | 0 | 97  | 82 | +15 | 6   |
| Noruega     | 3 | 2 | 0 | 1 | 103 | 88 | +15 | 4   |
| Bielorrusia | 3 | 1 | 0 | 2 | 80  | 91 | -11 | 2   |
| Austria     | 3 | 0 | 0 | 3 | 80  | 99 | -19 | 0   |

- Resultados

| Fecha | Hora  | Partido¹    | Partido¹ | Partido¹    | Resultado |
| ----- | ----- | ----------- | -------- | ----------- | --------- |
| 12.01 | 18:15 | Bielorrusia | -        | Austria     | 27-26     |
| 12.01 | 20:30 | Francia     | -        | Noruega     | 32-31     |
| 14.01 | 18:15 | Austria     | -        | Francia     | 26-33     |
| 14.01 | 20:30 | Noruega     | -        | Bielorrusia | 33-28     |
| 16.01 | 18:15 | Francia     | -        | Bielorrusia | 32-25     |
| 16.01 | 20:30 | Noruega     | -        | Austria     | 39-28     |

- (¹) – Todos en Poreč.

### Grupo C
| Equipo              | J | G | E | P | GF | GC | DG  | PTS |
| ------------------- | - | - | - | - | -- | -- | --- | --- |
| Macedonia del Norte | 3 | 2 | 1 | 0 | 79 | 77 | +2  | 5   |
| Alemania            | 3 | 1 | 2 | 0 | 82 | 69 | +13 | 4   |
| Eslovenia           | 3 | 1 | 1 | 1 | 77 | 69 | +8  | 3   |
| Montenegro          | 3 | 0 | 0 | 3 | 66 | 89 | -23 | 0   |

- Resultados

| Fecha | Hora  | Partido¹            | Partido¹ | Partido¹            | Resultado |
| ----- | ----- | ------------------- | -------- | ------------------- | --------- |
| 13.01 | 17:15 | Alemania            | -        | Montenegro          | 32-19     |
| 13.01 | 19:30 | Macedonia del Norte | -        | Eslovenia           | 25-24     |
| 15.01 | 18:10 | Eslovenia           | -        | Alemania            | 25-25     |
| 15.01 | 20:30 | Montenegro          | -        | Macedonia del Norte | 28-29     |
| 17.01 | 18:10 | Alemania            | -        | Macedonia del Norte | 25-25     |
| 17.01 | 20:30 | Montenegro          | -        | Eslovenia           | 19-28     |

- (¹) – Todos en Zagreb.

### Grupo D
| Equipo          | J | G | E | P | GF | GC | DG  | PTS |
| --------------- | - | - | - | - | -- | -- | --- | --- |
| España          | 3 | 2 | 0 | 1 | 81 | 65 | +16 | 4   |
| Dinamarca       | 3 | 2 | 0 | 1 | 84 | 75 | +9  | 4   |
| República Checa | 3 | 2 | 0 | 1 | 76 | 86 | -10 | 4   |
| Hungría         | 3 | 0 | 0 | 3 | 77 | 92 | -15 | 0   |

- Resultados

| Fecha | Hora  | Partido¹        | Partido¹ | Partido¹        | Resultado |
| ----- | ----- | --------------- | -------- | --------------- | --------- |
| 13.01 | 18:15 | España          | -        | República Checa | 32-15     |
| 13.01 | 20:30 | Dinamarca       | -        | Hungría         | 32-25     |
| 15.01 | 18:15 | Hungría         | -        | España          | 25-27     |
| 15.01 | 20:30 | República Checa | -        | Dinamarca       | 28-27     |
| 17.01 | 18:15 | República Checa | -        | Hungría         | 33-27     |
| 17.01 | 20:30 | España          | -        | Dinamarca       | 22-25     |

- (¹) – Todos en Varaždin.

## Segunda fase
- Todos los partidos en la hora local de Croacia (UTC+1).

Los primeros dos de cada grupo disputan las semifinales.

### Grupo I
| Equipo      | J | G | E | P | GF  | GC  | DG  | PTS |
| ----------- | - | - | - | - | --- | --- | --- | --- |
| Francia     | 5 | 5 | 0 | 0 | 156 | 130 | +26 | 10  |
| Suecia      | 5 | 3 | 0 | 2 | 136 | 127 | +9  | 6   |
| Croacia     | 5 | 3 | 0 | 2 | 147 | 138 | +9  | 6   |
| Noruega     | 5 | 3 | 0 | 2 | 152 | 144 | +8  | 6   |
| Bielorrusia | 5 | 1 | 0 | 4 | 128 | 146 | -18 | 2   |
| Serbia      | 5 | 0 | 0 | 5 | 131 | 165 | -34 | 0   |

- Resultados

| Fecha | Hora  | Partido¹ | Partido¹ | Partido¹    | Resultado |
| ----- | ----- | -------- | -------- | ----------- | --------- |
| 18.01 | 18:15 | Serbia   | -        | Noruega     | 27-32     |
| 18.01 | 20:30 | Croacia  | -        | Bielorrusia | 25-23     |
| 20.01 | 18:15 | Suecia   | -        | Francia     | 17-23     |
| 20.01 | 20:30 | Croacia  | -        | Noruega     | 32-28     |
| 22.01 | 18:15 | Serbia   | -        | Francia     | 30-39     |
| 22.01 | 20:30 | Suecia   | -        | Bielorrusia | 29-20     |
| 24.01 | 16:00 | Serbia   | -        | Bielorrusia | 27-32     |
| 24.01 | 18:15 | Suecia   | -        | Noruega     | 25-28     |
| 24.01 | 20:30 | Croacia  | -        | Francia     | 27-30     |

- (¹) – Todos en Zagreb.

### Grupo II
| Equipo              | J | G | E | P | GF  | GC  | DG  | PTS |
| ------------------- | - | - | - | - | --- | --- | --- | --- |
| Dinamarca           | 5 | 4 | 0 | 1 | 140 | 123 | +17 | 8   |
| España              | 5 | 3 | 0 | 2 | 142 | 118 | +24 | 6   |
| República Checa     | 5 | 2 | 1 | 2 | 113 | 131 | -18 | 5   |
| Eslovenia           | 5 | 1 | 2 | 2 | 134 | 133 | +1  | 4   |
| Alemania            | 5 | 1 | 2 | 2 | 124 | 126 | -2  | 4   |
| Macedonia del Norte | 5 | 1 | 1 | 3 | 114 | 136 | -22 | 3   |

- Resultados

| Fecha | Hora  | Partido¹            | Partido¹ | Partido¹        | Resultado |
| ----- | ----- | ------------------- | -------- | --------------- | --------- |
| 19.01 | 18:15 | Alemania            | -        | República Checa | 22-19     |
| 19.01 | 20:30 | Eslovenia           | -        | Dinamarca       | 28-31     |
| 21.01 | 18:15 | Alemania            | -        | Dinamarca       | 25-26     |
| 21.01 | 20:30 | Macedonia del Norte | -        | España          | 20-31     |
| 23.01 | 18:15 | Eslovenia           | -        | España          | 31-26     |
| 23.01 | 20:30 | Macedonia del Norte | -        | República Checa | 24-25     |
| 24.01 | 16:00 | Eslovenia           | -        | República Checa | 26-26     |
| 24.01 | 18:15 | Macedonia del Norte | -        | Dinamarca       | 20-31     |
| 24.01 | 20:30 | Alemania            | -        | España          | 27-31     |

- (¹) – Todos en Varaždin.

## Fase final
- Todos los partidos en la hora local de Croacia (UTC+1).

|  | Semifinales | Semifinales |    |         | Final        | Final |  |
|  |             |             |    |         |              |       |  |
|  |             |             |    |         |              |       |  |
|  |             |             |    |         |              |       |  |
|  | Francia     | 23          |    |         |              |       |  |
|  | España      | 27          |    |         |              |       |  |
|  |             |             |    |         |              |       |  |
|  |             |             |    |         |              |       |  |
|  |             |             |    |         | España       | 29    |  |
|  |             | Suecia      | 23 |         |              |       |  |
|  |             |             |    |         |              |       |  |
|  |             |             |    |         |              |       |  |
|  |             |             |    |         | Tercer lugar |       |  |
|  |             |             |    |         |              |       |  |
|  | Dinamarca   | 34          |    | Francia | 32           |       |  |
|  | Suecia      | 35 TE       |    |         | Dinamarca    | 29    |  |

### Semifinales
| Fecha | Hora  | Partido¹  | Partido¹ | Partido¹ | Resultado |
| ----- | ----- | --------- | -------- | -------- | --------- |
| 26.01 | 18:00 | Francia   | -        | España   | 23-27     |
| 26.01 | 20:30 | Dinamarca | -        | Suecia   | 34-35 TE  |

- (¹) – En Zagreb.

### Quinto lugar
| Fecha | Hora  | Partido¹ | Partido¹ | Partido¹        | Resultado |
| ----- | ----- | -------- | -------- | --------------- | --------- |
| 26.01 | 15:30 | Croacia  | -        | República Checa | 28-27     |

- (¹) – En Zagreb.

### Tercer lugar
| Fecha | Hora  | Partido¹ | Partido¹ | Partido¹  | Resultado |
| ----- | ----- | -------- | -------- | --------- | --------- |
| 28.01 | 18:00 | Francia  | -        | Dinamarca | 32-29     |

### Final
| Fecha | Hora  | Partido¹ | Partido¹ | Partido¹ | Resultado |
| ----- | ----- | -------- | -------- | -------- | --------- |
| 28.01 | 20:30 | España   | -        | Suecia   | 29-23     |

- (¹) – En Zagreb.

## Medallero
| España | Suecia | Francia |
| Julen Aguinagalde Aitor Ariño David Balaguer Joan Cañellas Rodrigo Corrales Alex Dujshebaev Daniel Dujshebaev Raúl Entrerríos Ángel Fernández Adrià Figueras Iosu Goñi Gedeón Guardiola Eduardo Gurbindo Viran Morros Gonzalo Pérez de Vargas Valero Rivera Daniel Sarmiento Ferrán Solé Arpad Šterbik | Mikael Appelgren Linus Arnesson Andreas Cederholm Max Darj Niclas Ekberg Jim Gottfridsson Philip Henningsson Johan Jakobsson Simon Jeppsson Albin Lagergren Jesper Nielsen Lukas Nilsson Viktor Östlund Andreas Palicka Fredric Pettersson Jerry Tollbring Hampus Wanne Mattias Zachrisson | Luc Abalo Benjamin Afgour Raphaël Caucheteux Nicolas Claire Adrien Dipanda Cyril Dumoulin Vincent Gérard Michaël Guigou Luka Karabatić Nikola Karabatić Romain Lagarde Kentin Mahé Dika Mem Timothey N'Guessan Valentin Porte Nedim Remili Cédric Sorhaindo Nicolas Tournat |
| Jordi Ribera (seleccionador) | Kristján Andrésson (seleccionador) | Didier Dinart (seleccionador) |

1. 1 2 3 4 5 6 7  Jugador remplazado.

## Estadísticas

### Clasificación general
| 1. España CM CE         |
| 2. Suecia               |
| 3. Francia              |
| 4. Dinamarca            |
| 5. Croacia              |
| 6. República Checa      |
| 7. Noruega              |
| 8. Eslovenia            |
| 9. Alemania             |
| 10. Bielorrusia         |
| 11. Macedonia del Norte |
| 12. Serbia              |
| 13. Islandia            |
| 14. Hungría             |
| 15. Austria             |
| 16. Montenegro          |

### Máximos goleadores
| N.º | Nombre               | Selección       | Goles | Tiros | %    | Partidos jugados |
| --- | -------------------- | --------------- | ----- | ----- | ---- | ---------------- |
| 1   | Ondřej Zdráhala      | República Checa | 55    | 96    | 57 % | 7                |
| 2   | Mikkel Hansen        | Dinamarca       | 43    | 79    | 54 % | 8                |
| 3   | Rasmus Lauge Schmidt | Dinamarca       | 40    | 63    | 63 % | 8                |
| 4   | Kristian Bjørnsen    | Noruega         | 37    | 50    | 74 % | 6                |
| 5   | Ferrán Solé          | España          | 36    | 47    | 77 % | 8                |
| 6   | Kentin Mahé          | Francia         | 34    | 49    | 69 % | 8                |
| 7   | Stanislav Kašpárek   | República Checa | 33    | 66    | 50 % | 7                |
| 8   | Sander Sagosen       | Noruega         | 32    | 54    | 59 % | 6                |
| 9   | Nikola Karabatić     | Francia         | 30    | 46    | 65 % | 8                |
| 9   | Hans Lindberg        | Dinamarca       | 30    | 37    | 81 % | 8                |
| 9   | Petar Nenadić        | Serbia          | 30    | 53    | 57 % | 6                |

Fuente:  Archivado el 16 de enero de 2018 en Wayback Machine.

### Mejores porteros
| N.º | Nombre                  | Equipo              | Paradas | Tiros | %    | Partidos jugados |
| --- | ----------------------- | ------------------- | ------- | ----- | ---- | ---------------- |
| 1   | Urh Kastelic            | Eslovenia           | 22      | 54    | 41 % | 2                |
| 2   | Vincent Gérard          | Francia             | 68      | 184   | 37 % | 8                |
| 3   | Jannick Green           | Dinamarca           | 49      | 136   | 36 % | 8                |
| 3   | Andreas Palicka         | Suecia              | 50      | 138   | 36 % | 8                |
| 5   | Mikael Appelgren        | Suecia              | 69      | 195   | 35 % | 8                |
| 5   | Nikola Mitrevski        | Macedonia del Norte | 38      | 108   | 35 % | 6                |
| 5   | Viachaslau Saldatsenka  | Bielorrusia         | 71      | 203   | 35 % | 6                |
| 8   | Torbjørn Bergerud       | Noruega             | 73      | 212   | 34 % | 6                |
| 8   | Silvio Heinevetter      | Alemania            | 26      | 76    | 34 % | 6                |
| 8   | Tomáš Mrkva             | República Checa     | 51      | 151   | 34 % | 7                |
| 8   | Gonzalo Pérez de Vargas | España              | 52      | 151   | 34 % | 6                |
| 8   | Andreas Wolff           | Alemania            | 43      | 126   | 34 % | 6                |

Fuente:  Archivado el 29 de enero de 2018 en Wayback Machine.

### Equipo ideal
- Mejor jugador del campeonato —MVP—: Jim Gottfridsson ( Suecia).

| Posición          | Nombre          | País      |
| ----------------- | --------------- | --------- |
| Portero           | Vincent Gérard  | Francia   |
| Extremo derecho   | Ferrán Solé     | España    |
| Extremo izquierdo | Manuel Štrlek   | Croacia   |
| Pivote            | Jesper Nielsen  | Suecia    |
| Central           | Sander Sagosen  | Noruega   |
| Lateral derecho   | Alex Dujshebaev | España    |
| Lateral izquierdo | Mikkel Hansen   | Dinamarca |

Fuente:  == Referencias ==
1. ↑  «EHF EURO 2018 All-star team named». Pág. de la EHF (en inglés). 28 de enero de 2018. Consultado el 22 de abril de 2024.
2. ↑  «Men's EHF EURO 2018 goes to Croatia». Portal de la EHF (en inglés). 20 de septiembre de 2014. Consultado el 22 de abril de 2024.
3. ↑  «Los 'Hispanos' sacan su escudo nuclear y son ya campeones de Europa». Marca. 28 de enero de 2018. Consultado el 22 de abril de 2024.
4. ↑  «Nunca más nunca: España gana su primer Europeo de balonmano al quinto intento». El Mundo. 29 de enero de 2018. Consultado el 22 de abril de 2024.
5. ↑  «Francia gana el bronce a Dinamarca con Mikkel Hansen desaparecido». Marca. 28 de enero de 2018. Consultado el 22 de abril de 2024.
6. ↑  «EHF nominates referee candidates for Men's EHF EURO 2018». Pág. de la EHF (en inglés). 6 de julio de 2017. Consultado el 22 de abril de 2024.
7. ↑  «Team Roster». Pág. web del evento, 28 de enero de 2018 (en inglés). Consultado el 22 de abril de 2024.
8. ↑  «Team Roster». Pág. web del evento, 28 de enero de 2018 (en inglés). Consultado el 22 de abril de 2024.
9. ↑  «Team Roster». Pág. web del evento, 28 de enero de 2018 (en inglés). Consultado el 22 de abril de 2024.